# Stictidaceae
Stictidaceae is een botanische naam voor een familie van korstmossen behorend tot de orde Ostropales. Het typegeslacht is Stictis.

## Geslachten
De familie bestaat uit de volgende 29 geslachten:
1. Absconditella Vězda (1965) – 14 soorten
2. Acarosporina Sherwood (1977) – 3 soorten
3. Biostictis Petr. (1950) – 5 soorten
4. Carestiella Bres. (1897) – 2 soorten
5. Conotremopsis Vězda (1977) – 1 soort
6. Cryptodiscus Corda (1938) – 18 soorten
7. Cyanodermella O.E.Erikss. (1981) – 4 soorten
8. Delpontia Penz. & Sacc. (1902) – 1 soort
9. Dendroseptoria Alcalde (1948) – 1 soort
10. Fitzroyomyces Crous (2017) – 5 soorten
11. Geisleria Nitschke (1861) – 1 soort
12. Glomerobolus Kohlm. & Volkm.-Kohlm. (1996) – 1 soort
13. Ingvariella Guderley & Lumbsch (1997) – 1 soort
14. Karstenia Fr. (1885) – 11 soorten
15. Lillicoa Sherwood (1977) – 1 soort
16. Nanostictis M.S.Christ. (1954) – 8 soorten
17. Neofitzroyomyces Crous (2018) – 1 soort
18. Ostropa Fr. (1825) – 1 soort
19. Propoliopsis Rehm (1914) – 1 soort
20. Robergea Desm. (1847) – 3 soorten
21. Schizoxylon Pers. (1811) – 9 soorten
22. Sphaeropezia Sacc. (1884) – 24 soorten
23. Stictis Pers. (1800) – 206 soorten
24. Stictophacidium Rehm (1888) – 1 soort
25. Stictospora Cif. (1957) - 1 soort
26. Thelopsis Nyl. (1855) – 12 soorten
27. Topelia P.M.Jørg. & Vězda (1984) – 11 soorten
28. Trinathotrema Lücking, Rivas Plata & Mangold (2011) – 3 soorten
29. Xyloschistes Vain. ex Zahlbr. (1903) – 1 soort